# Microsoft Office XP
O Microsoft Office XP foi um pacote de produtividade para escritório produzido pela Microsoft para sistemas operacionais  Windows. Lançado em 5 de março de 2001, é o sucessor do Office 2000 e o antecessor do Office 2003 e era conhecido como Office 10 nas fases iniciais do seu ciclo de desenvolvimento. Apesar da sigla "XP", o Windows XP não é o único sistema compatível com o Office XP. A sigla "XP" era apenas um termo de marketing da época.
O Assistente do Office, incluído no Microsoft Office 97 e versões superiores, até o Office 2007, está desabilitado por padrão no Office XP. Um elemento-chave da campanha publicitária da Microsoft para o Office XP foi a remoção do Clippit e outros assistentes do Office.

## Histórico
O Office XP foi liberado para fabricação (RTM) em 5 de março de 2001. Ele recebeu três pacotes de serviços durante a sua vida. O suporte para o Office XP foi encerrado em 11 de julho de 2006 e o suporte estendido foi encerrado em 12 de julho de 2011.

### Convenções de nomenclatura
O Microsoft Office XP foi lançado em conjunto com o Windows XP, embora este último não foi lançado até outubro do mesmo ano. Apesar de suas semelhanças de nomenclatura, o Office XP é compatível não só com o Windows XP, mas também com o Windows NT 4.0 (Service Pack 6a), Windows 98, Windows 98 SE, Windows 2000, Windows ME, Windows Vista e Windows 7. Não é compatível com Windows 95 sendo que o Office 2000 é a última versão suportada.
É também a última versão com suporte para Windows 98, Windows 98 SE, Windows Me e Windows NT 4.0 .
Os componentes individuais do Office XP são atribuídos a "2002" de sufixos em vez de "XP", por exemplo, Word 2002 e Excel 2002.

## Recursos
O Microsoft Office XP, lançado em 2001, é uma grande atualização com diversas melhorias e mudanças:
- Safe Mode: Este recurso permite que aplicativos como o Outlook para iniciar quando eles poderiam fracassar. Safe Mode permite que o Office para detectar e reparar ou ignorar a origem do problema, como um corrompido Registro ou um comportamento inadequado add-in.
- Smart tag: Nova tecnologia entregues com o Office XP. Algumas etiquetas inteligentes funcionam com base na atividade do usuário, como ajudando com erros de digitação . Essas etiquetas inteligentes são fornecidos com os produtos e não são programáveis. Para os desenvolvedores, porém, existe a possibilidade de criar etiquetas inteligentes personalizadas. No Office XP, o costume etiquetas inteligentes poderiam funcionar apenas em Word e Excel .
- Ativação de Produto: Office XP incorpora tecnologia de ativação de produto para evitar a pirataria de software. Esse recurso também é implementada no Windows XP (e versões posteriores do Windows e Office).
- Discurso e reconhecimento de escrita: são novos recursos para o Office XP, compartilhada entre todos os aplicativos do Office, bem como Internet Explorer e Outlook Express. O recurso de reconhecimento de fala engloba duas funções diferentes, de ditado e comando de voz. Ditado oferece aos usuários a capacidade de ditar palavras que serão transcritas para o texto digitado em um programa do Office, enquanto a voz de comando é usado para chamar as opções de menu e comandos via voz. O reconhecimento de manuscrito permite aos usuários inserir texto escrito em vez de digitar.
- Texto Services Framework de apoio: O Office XP, especificamente, o Word 2002 oferece suporte a serviços de texto tornando possível para os serviços implementados usando TSF para ser usado no Word. O reconhecimento de fala do Office, reconhecimento de escrita e suporte a Tablet PC tinta e correção de tinta são esses serviços.
- Clipboard: Funcionalidade foi melhorada. A área de transferência agora armazena até 24 itens e está localizado no painel de tarefas. O painel de tarefas Área de Transferência também exibe uma miniatura de vista de um item copiado, quer se trate de texto, números ou um gráfico.
- Uma mudança importante para a aplicação do ambiente Office XP é a introdução de painéis de tarefas. Um painel de tarefas é um multi-purpose vidraça que aparece no lado direito da janela de um aplicativo do Office. Um painel de tarefas é utilizado basicamente para a casa de uma série de recursos que antes eram controlados usando caixas de diálogo, como a abertura de um novo arquivo ou inserir clip-art em um documento do aplicativo.
- Office XP ostenta um alisador, racionalizado olhar em relação às versões anteriores do Microsoft Office. Ele foi projetado para ser usado em combinação com o Windows Whistler Aquarela do tema, que foi abandonado em favor de Luna quando o Windows XP foi lançado.

## Edições
Os produtos que o compõem foram empacotados juntos em várias suites. Algumas dessas edições estavam disponíveis como pacotes de varejo para qualquer ou atualizar de versões, outros são versões OEM para a inclusão de novos PCs e ainda outros como as versões de licença de volume que não requer ativação. Todas as edições desde que os componentes do núcleo do Word, Excel e Outlook, e todas as edições, exceto a edição do Small Business desde PowerPoint.
| Tabela de Edições    | Tabela de Edições          | Tabela de Edições | Tabela de Edições | Tabela de Edições                          | Tabela de Edições           | Tabela de Edições           | Tabela de Edições |
| Programas e Recursos | Standard                   | Small Business    | Professional      | Professional Special (somente atualização) | Professional with Publisher | Professional with FrontPage | Developer         |
| -------------------- | -------------------------- | ----------------- | ----------------- | ------------------------------------------ | --------------------------- | --------------------------- | ----------------- |
| Licenciamento        | Varejo, Volume e Acadêmica | OEM               | Varejo e Volume   | Varejo                                     | OEM                         | Volume                      | Varejo            |
| Word                 | Sim                        | Sim               | Sim               | Sim                                        | Sim                         | Sim                         | Sim               |
| Excel                | Sim                        | Sim               | Sim               | Sim                                        | Sim                         | Sim                         | Sim               |
| Outlook              | Sim                        | Sim               | Sim               | Sim                                        | Sim                         | Sim                         | Sim               |
| PowerPoint           | Sim                        | Não               | Sim               | Sim                                        | Sim                         | Sim                         | Sim               |
| Access               | Não                        | Não               | Sim               | Sim                                        | Sim                         | Sim                         | Sim               |
| Publisher            | Não                        | Sim               | Não               | Sim                                        | Sim                         | Não                         | Não               |
| FrontPage            | Não                        | Não               | Não               | Sim                                        | Não                         | Sim                         | Sim               |
| Developer tools      | Não                        | Não               | Não               | Não                                        | Não                         | Não                         | Sim               |
| Visio                | Não                        | Não               | Não               | Não                                        | Não                         | Não                         | Não               |
| Project              | Não                        | Sim               | Não               | Não                                        | Não                         | Não                         | Sim               |